# Kraftwerk Parki
Das Kraftwerk Parki ist ein Wasserkraftwerk in der Gemeinde Jokkmokk, Provinz Norrbottens län, Schweden, das am Lilla Luleälven etwa 40 km flussaufwärts der Ortschaft Jokkmokk liegt. Es wurde von 1967 bis 1970 errichtet. Das Kraftwerk ist im Besitz von Vattenfall und wird auch von Vattenfall betrieben.

## Absperrbauwerk
Das Absperrbauwerk besteht aus einem Steinschüttdamm mit einer Höhe von 16 m, der an einer Engstelle zwischen den beiden Seen Parkijaure und Randijaure liegt; er dient in erster Linie der Regulierung des Abflusses. Beim normalen Stauziel fasst der Parkijaure (zusammen mit weiteren kleineren Seen) 460 Mio. m³ Wasser.

## Kraftwerk
Mit dem Bau des Kraftwerks wurde im Oktober 1967 begonnen; es ging 1970 in Betrieb. Das Kraftwerk verfügt mit einer Kaplan-Turbine über eine installierte Leistung von 14,4 (bzw. 19 oder 20) MW. Die durchschnittliche Jahreserzeugung liegt bei 79,5 (bzw. 100) Mio. kWh. Die Fallhöhe beträgt 14 m. Der maximale Durchfluss liegt bei 170 m³/s.